# Мирко Лавадиновић
Мирко Лавадиновић (Београд, 15. април 1950 — Ласлово, 4. септембар 1991) био је професор шумарства на Универзитету у Београду и добровољац Српске добровољачке гарде.

## Биографија
Рођен је, од оца Миодрага, у Београду, 15. априла 1950. године. Био је магистар шумарства и асистент на предмету „Ловство са заштитом ловне фауне” на Шумарском факултету Универзитета у Београду.
Био је члан Српског четничког покрета и Српске радикалне странке. Касније се као добровољац прикључио Српској добровољачкој гарди са којом се борио на источнославонском ратишту.
У селу Палача код Осијека заробљен је са још двојицом припадника Српске добровољачке гарде Душаном Марковићем из Београда и Срђаном Цветковићем из Лесковца и одведен у село Ласлово. Сва тројица убијени су 4. септембра 1991. године после свирепог мучења од припадника хрватских формација. Лавадиновићевој сахрани присуствовали су Војислав Шешељ и Жељко Ражнатовић Аркан.
Ловачко удружење Мирко Лавадиновић при шумарском факултету названо је у његову част.